# Move to the beat
Move To The Beat (с англ. — «Двигайся в такт») — масштабная кампания по поддержке тридцатых Олимпийских игр в Лондоне, развернутая корпорацией The Coca-Cola Company осенью 2011 года.
На мероприятии, приуроченном к старту этой кампании, выступали Марк Ронсон и Katy B. В своем выступлении музыканты исполнили один из официальных гимнов тридцатой Олимпиады — «Anywhere In The World». Также в шоу участвовали спортсмены из разных стран, в том числе российская легкоатлетка Ксения Вдовина.
Событие снималось на видео, и в феврале 2012 года Coca-Cola представила первый из созданных на его основании роликов, которые и составили основу её олимпийской кампании. Всего разрабатывавшее её агентство «Mother London» создало четыре ролика длительностью 30-60 секунд и два на 2 и 4 минуты. В центре сюжета каждого из них лежит гимн «Anywhere in the World», в написании которого использовались звуки, издаваемые спортсменами при выполнении спортивных заданий.